# Ingerana xizangensis
Ingerana xizangensis là một loài ếch thuộc họ Ranidae.
Đây là loài đặc hữu của Trung Quốc.
Môi trường sống tự nhiên của chúng là rừng ôn đới.